# 李信宏
李信宏（1947年—），中華民國（台灣）政治人物，無黨籍。前桃園縣桃園市（今桃園市桃園區）市長。

## 貪瀆案
1995年，李信宏涉嫌和李氏宗親會長李榮芳，利用在富國路土地價購案中收取回扣，三筆土地共三千三百萬元，遭人檢舉後被追回贓款。該案共十三人，李信宏遭判十五年，其妻賴玉燕從事代書，也在本案中被判刑十二年。